# Mont del Mestre
El Mont del Mestre és una zona de camps de conreu a l'est-sud-est de Claverol (Conca de Dalt), al costat de ponent del Roc de Llenasca. Queda al nord del Tossal de Sant Martí i al nord del Cap de Roc de Sant Martí, al sud-est de les Pales de Claverol i al nord-est dels Rocs de Gairat. És també a l'esquerra del barranc de Santa a la seva capçalera.
Hi havia hagut en aquesta partida l'antic cementiri de Claverol.